# Pleuroptya ruralis
Espèce
Pleuroptya ruralis, la Pyrale du houblon, Pyrale opaline ou Pyrale campagnarde, est une espèce de lépidoptères (papillons) de la famille des Crambidae.

## Dénomination
La Pyrale du houblon porte le nom anglais de Mother of Pearl (« Mère de la Perle ») qui provient de l'aspect nacré (proche d'une perle) des ailes sous certaines conditions de lumière.

## Description et biologie
Parmi les plus grandes pyrales, l'envergure de l'imago atteint 26 à 40 mm ; il vole de juin à septembre selon la localisation surtout la nuit. S'il est dérangé le jour, il s'envole rapidement pour se cacher dans un abri proche.

### Chenille
De couleur vert pâle, elle se dissimule dans une feuille enroulée d'ortie dioïque (Urtica dioica), de houblon (Humulus lupulus), de Chenopodium spp. ou d'Atriplex spp., ses plantes hôtes.

## Biotope
Ce papillon réside dans les friches, les haies, les bois humides (lisières surtout) où poussent ses plantes hôtes.